# Something Positive
Something Positive (zu deutsch etwas Positives, häufig mit s*p abgekürzt) ist ein populärer englischsprachiger Webcomic von R. K. Milholland. Seit November 2001 erscheint in der Regel mehrmals in der Woche eine aus vier bis acht Bildern bestehende Episode, manchmal im Comicstrip-Stil, meistens aber als Teil einer fortlaufenden Geschichte.

## Handlung
Der Nerd Davan MacIntire – zu Beginn der Comicserie Mitte zwanzig – stammt aus Texas, lebt zu Beginn der Comics (2007 siedelt er zurück in sein Elternhaus) allerdings in Boston, wo er auch einen Freundeskreis unterhält. Seine Sandkastenfreundin Aubrey und ihr späterer Freund Jason, sowie die Sinokanadierin Pee-Jee durchleben teils absurde Situationen in der Art einer Sitcom, die meistens mit zynischen Kommentaren enden. Der Comic beschreibt Situationen aus dem Leben dieser jungen Menschen, deren Vorbild häufig Dialoge und Szenen aus dem eigenen Leben des Autors sind. Hauptsächlich geht es darum, dass die jungen Leute, deren Interessenschwerpunkte eher im individuell-künstlerischen Bereich zu suchen sind, ihren festen Standpunkt im Leben noch suchen, genauso wie eine feste Beziehung. Ganz besonders schwierig gestaltet sich dies für den passiven, pessimistischen Davan.

## Figuren
Davan MacIntire
Sein Haar wird grau dargestellt (manchmal lässt er sich auch zu einem Tönungsversuch überreden) und bleibt ungekämmt. Er trägt eine recht unmodische Brille mit riesigen Gläsern (die seine Augen immer etwas panisch-vergrößert bzw. in Verwunderung aufgerissen erscheinen lassen) und ein blaues Arbeitshemd.
Er stammt aus einem baptistischen Elternhaus und machte in seinen ersten Jugendliebschaften nur desillusionierende Erfahrungen. Infolgedessen legte er jegliche moralischen Vorstellungen ab. Seinen Äußerungen zufolge scheint er Nihilist zu sein, wobei er handelnd mehrfach die Liebe zu seinen drei Freunden bezeugt. Er bleibt passiv, sein Leben wird von seinen aktionistischen Freunden bestimmt, an dem er mit gesetztem Fatalismus teilnimmt. Davan hat eine Zeichenschule besucht und arbeitet als Buchhalter bei einem medizinischen Versicherungsunternehmen. Sein Vorgesetzter ist noch zynischer als er und hasst diesen dafür. Er besitzt eine kleine, rosa, haarlose Katze ohne Knochen („a post-chemo kitty with a rare bone-disease“), die meistens maunzt, amöbenhaft herumwabbelt, im Kühlschrank schläft und „Normalos“ in die Flucht ekelt. Davan und diese Katze names „Choo-Choo-Bear“ lieben einander und teilen seine spartanisch eingerichtete Wohnung. Im Laufe des Comics durchlebt Davan verschiedene Beziehungen mit unterschiedlichen Frauen, die alle ein unschönes Ende finden, an dem Davan jedoch niemals Schuld trägt. Der Charakter "Davan" ist eine überzeichnete Darstellung des "Freaks" in der Gesellschaft, wie er von außen gesehen wird.
Pee-Jee
Sie ist Davans sinokanadische Freundin, die ähnliche weltanschauliche Ansichten wie Aubrey vertritt, dabei aber etwas gemäßigter erscheint. Sie vertritt die Einstellung „Pack es an und es wird gut – oder zumindest amüsant“. So stellt sie mehrere Theaterstücke und Produktionen auf die Beine und leitet über mehrere Episoden hinweg eine D&D-Runde.
Aubrey
Sie ist die beste Freundin der beiden und mit Davan schon seit dem Kindergartenalter befreundet. Sie stimmt mit Pee-Jee in vielen Ansichten überein (etwa in der tiefen Liebe zu Gewalt als Problemlösungsmittel), jedoch sind ihre Versuche, etwas „Sinnvolles“ im Leben zu machen, schon im Ansatz destruktiv. Sie lässt D&D-Rollenspielgruppen platzen und verwandelt die Versuche Jasons, ein Musical oder eine Stripshow zu initiieren, in infernalische Katastrophen, die jedoch sie selbst und Pee-Jee zu befriedigen, Davan aber zumindest in seiner Weltsicht zu bestätigen scheinen. Sie kann so gewaltig fluchen, dass sie schon oft aus Kinos, Kaffeehäusern oder Theatern geworfen wurde, was sie aber nur im Bestreben ermuntert, bis zu ihrem Rauswurf das Maximum an Amüsement zu konsumieren. Im Laufe des Comics heiratet sie Davans Freund Jason.
Jason
Er scheint einem weitestgehend normalen Leben nachzugehen, seine Freizeit widmet er aufwändigen Sarkasmus-Projekten, wie dem Jesu-Passions-Musical "Nailed" ("Genagelt") oder ähnlichem. Eigentlich profitiert er am Ende immer oder findet sich mit den Resultaten positiv ab; manchmal scheint es ihm schon zu genügen, wenn seine Freunde sich jeder auf seine Weise amüsieren konnten. Diese unrentablen Projekte dienen meistens dazu, ihn "berühmt" zu machen und Groupies abzuschleppen. Daher hält er sich für einen Spezialisten im Verführen, was ihn später dazu bringt, Davan eine Freundin zu suchen. Im Laufe der Geschichte heiratet Jason nach mehreren gescheiterten Beziehungen schließlich Aubrey.
Mit den Jahren kamen noch etliche weitere Nebencharaktere ins Spiel, so zum Beispiel Exfreundinnen von Davan, seine Eltern, neue Bekanntschaften, die D&D-Spielgruppen und die Mitwirkenden der verschiedenen Theaterproduktionen.

## Stil
Running Gags und Sozialsatire erlaubt sich der Comic häufig auf Kosten von Nerds, Jesusfreaks, vorsichtigen Eltern, Wiccanerinnen, Homosexuellen, Nymphomaninnen mit homophilen Sehnsüchten und Altkonservativen. Diese sind mehr als Lückenfüller, da sie ständig weiter ausgebaut werden. Der Comic ist häufig diskriminierend und herabwürdigend für gesellschaftliche Sondergruppen, wobei er sie nicht in ihren dem Mainstream entgegengesetzten Aspekten angreift, sondern in ihrer Intoleranz, Dogmatik und Verbohrtheit. Das Comic selbst ist eine Art von Live-Journal, das heißt, mehrmals wöchentlich erscheint eine neue Folge, der die Geschichten weiterführt. Über die Jahre hinweg, in denen der Comic zu der heutigen Größe angewachsen ist, sind auch die Charaktere immer älter geworden und haben mit dem Autor "gelebt". Es zeichnet sich durch den großen Anteil an Text aus, was es nicht nur künstlerisch, sondern auch sprachlich wertvoll macht, aber die Übersetzung erschwert (denn in einer adäquaten deutschen Übertragung der zum Teil recht raffinierten Wortspiele und -witze sprengt der deutsche Text allzu oft die Sprechblase).